# Pokolj u Zatonu Obrovačkom 26. siječnja 1993.
Pokolj u Zatonu Obrovačkom je bio velikosrpski ratni zločin protiv civilnog stanovništva iz doba srpsko-crnogorske agresije na Hrvatsku.
Mjesto počinjenja zločina je bilo bukovičko selo Zaton Obrovački.

## Tijek događaja
Preživjeli mještani smatraju da je zločin srpskih odmetnika nad nedužnim hrvatskim civilima bio odmazda za pothvat Hrvatske vojske u operaciji Maslenica, glede činjenice da je zločin počinjen neposredno nakon akcije Maslenice u kojoj su hrvatske snage oslobodile zadarsko zaleđe, Masleničko ždrilo i zrakoplovnu luku Zemunik. Najdostupniji za osvetu bili su im nedužni hrvatski civili na okupiranom području, većinom žene i starci.
Pripadnici tzv. SAO Krajine rafalom iz vatrenog oružja pobili su ukupno sedmero tamošnjih mještana: Petra Maričića, rođenog 1906., Iku Modrić, rođenu 1905., Anicu Modrić rođenu 1919., Mariju Modrić, rođenu 1940., Milicu Modrić rođenu 1950., Ružicu Modrić rođenu 1947. i Marijana Modrića rođenog 1953. godine. Šestero su ubili 26. siječnja 1993., a sedmog su ubili 2. srpnja 1992. godine.

## Pravosudne akcije
Okružno državno odvjetništvo u Zadru za ovaj je zločin podiglo je optužnicu 21. ožujka 1995. godine protiv tri osobe kojima se poslije sudilo u odsutnosti na Županijskom sudu u Zadru. 25. svibnja 1995. godine Županijski je sud u Zadru presudom proglasio svu trojicu krivima. Dvojica su počinitelja osuđena na kaznu zatvora u trajanju od 20 godina, dok je treći osuđen na 15 godina zatvora. Budući da su cijelo vrijeme ostali izvan dosega hrvatskog pravosudnog sustava, kaznu nikad nisu odslužili.
Dvojica počinitelja, pripadnici t.zv. Milicije SAO Krajine, proglašeni su krivima jer su 26. siječnja 1993. pobili šest civilnih osoba, uglavnom starije životne dobi koje nisu pružale nikakav otpor. Kao pripadnici t.zv. Milicije SAO Krajine trebali su navodno predati te ljude UNPROFOR-u radi iseljenja na slobodno područje Hrvatske. Dok su vodili iz njihovih kuća Petra Maričića, Iku Modrić, Anu Modrić, Mariju Modrić, Milicu Modrić i Ružicu Modrić, sve su ih ubili rafalom iz vatrenog oružja.
Sedma žrtva ubijena je u razmaku od pola godine. Prvooptuženi i trećeoptuženi su počinili ratni zločin nad civilom 2. srpnja 1992., oko 21.30 sati u Zatonu kod Obrovca. Došli su u dvorište kuće Marijana Modrića, koji im nije pružao nikakav otpor. Usmrtili su ga hitcima iz pištolja.

## Spomen na žrtve
U selu se danas nalazi spomen-obilježje žrtvama. To je kapelica sjećanja za žrtve koja se nalazi u Maričićima Gornjim.

## Vanjske poveznice
- Kapelica u Zatonu Obrovačkom  Arhivirana inačica izvorne stranice od 21. listopada 2014. (Wayback Machine)